# Philip W. Noel

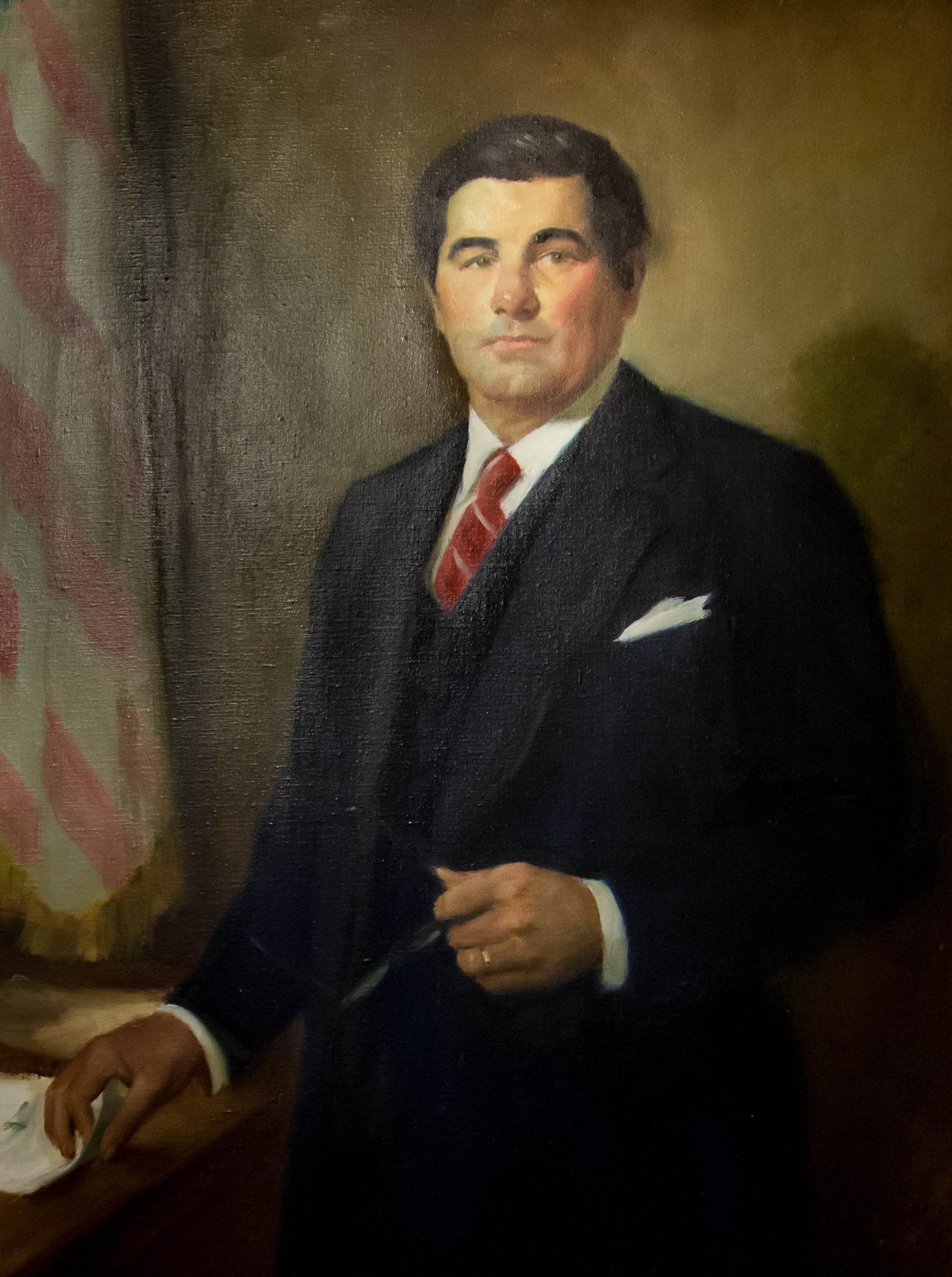
Philip W. Noel

Philip William Noel (* 6. Januar 1931 in Providence, Rhode Island) ist ein ehemaliger US-amerikanischer Politiker. Er war von 1973 bis 1977 Gouverneur des Bundesstaates Rhode Island.

## Frühe Jahre und politischer Aufstieg
Philip Noel besuchte nach der Grundschule bis 1954 die Brown University und studierte anschließende an der Georgetown University bis 1957 Jura. Ursprünglich wollte er Mitarbeiter des FBI werden. Diesen Plan änderte er, nachdem ihm US-Senator John O. Pastore einen Arbeitsplatz in der Poststelle des Senats verschafft hatte.
Senator Pastore blieb auch weiterhin der Mentor von Noel. Beide waren Mitglied der Demokratischen Partei. Bereits 1958 ermutigte Pastore Noel zu einer Kandidatur zum Stadtrat von Warwick. Diese blieb zunächst erfolglos. Zwei Jahre später wurde er aber dann doch in dieses Gremium gewählt. Zwischen 1967 und 1972 war Noel Bürgermeister dieser Stadt.

## Gouverneur von Rhode Island
Im Jahr 1972 wurde Philip Noel zum neuen Gouverneur seines Staates gewählt. Er trat sein Amt am 2. Januar 1973 an und konnte es bis zum 4. Januar 1977 ausüben. In dieser Zeit war er im Vorstand der National Governors Association sowie Vorsitzender der Vereinigung der Gouverneure der Demokratischen Partei.

## Weiterer Lebenslauf
Nachdem John Pastore seinen Rückzug aus dem Senat angekündigt hatte, bewarb sich Noel für dessen Stelle. Nachdem er aber im Frühjahr 1976 mit seiner Charakterisierung der Armut unter den Afroamerikanern allgemein auf Widerspruch und Ablehnung stieß, musste er nicht nur seinen Vorsitz der Vereinigung Demokratischer Gouverneure niederlegen, sondern auch seine Hoffnungen auf einen Sitz im Kongress begraben. Statt seiner wurde der Republikaner John Chafee zum Senator gewählt. Nach dieser Niederlage arbeitete Noel als Rechtsanwalt. Heute lebt er mit seiner Frau Joyce Sandberg, mit der er fünf Kinder hat, in Estero in Florida.